# Elchinger Bach
Der Elchinger Bach ist ein nach dem Neresheimer Ortsteil Elchingen benannter rechter Quellfluss des Baches im Dossinger Tal.

## Geographie

### Verlauf
Der Bach beginnt als Klärwerksableiter der Elchinger Kläranlage, welche heutzutage jedoch nur noch bei starken Regenfällen zum Einsatz kommt. Der Beginn liegt im Reichertstal, welches der Bach nach etwa 500 Metern nordöstlicher Flussrichtung in das nach Südosten führende Elchinger Tal verlässt. Hier fließt der Bach noch etwa 1,3 Kilometer, ehe er sich mit dem Bach im Dossinger Tal, welches bis hier auch Dorfmerkinger Tal genannt wird, im Hochwasserrückhaltebecken Dorfmerkinger Tal vereint.
Im Elchinger Tal passiert der Bachlauf einige Biotope, darunter Kalkmagerrasen und Felsformationen.

### Einzugsgebiet
Das oberflächliche Einzugsgebiet auf der verkarsteten Schwäbischen Alb ist knapp über zwei Quadratkilometer groß und besteht größtenteils aus den östlich von Elchingen liegenden Äckern und Teilen des südöstlich liegenden Waldes „Bärenloh“.